# Кампреми
Кампреми (фр. Campremy) насеље је и општина у североисточној Француској у региону Пикардија, у департману Оаза која припада префектури Клермон.
По подацима из 2011. године у општини је живело 418 становника, а густина насељености је износила 40,94 становника/km². Општина се простире на површини од 10,21 km². Налази се на средњој надморској висини од 144 метара (максималној 175 m, а минималној 118 m).

## Демографија
| 1962. | 1968. | 1975. | 1982. | 1990. | 1999. | 2011. |
| ----- | ----- | ----- | ----- | ----- | ----- | ----- |
| 305   | 341   | 285   | 267   | 319   | 332   | 418   |

График промене броја становника у току последњих година